# Nikola Đurđić
Nikola Đurđić (i västerländska media oftast Djurdjic), född 1 april 1986 i Pirot, Jugoslavien, är en serbisk fotbollsspelare som senast spelade för Degerfors IF.

## Klubbkarriär
Đurđić har tidigare spelat för tyska Greuther Fürth. Innan övergången till Greuther Fürth spelade Đurđić i norska FK Haugesund. Under hösten 2012 var han utlånad till Helsingborgs IF.
Den 17 juli 2015 lånades Đurđić ut till Malmö FF på ett sex månader långt lån. I sin debutmatch mot GIF Sundsvall den 25 juli 2015 gjorde han ett mål och en assist.
I januari 2017 värvades Đurđić av danska Randers FC, där han skrev på ett 2,5-årskontrakt. I januari 2018 kom de överens om att bryta kontraktet.
Den 15 mars 2018 värvades Đurđić av Hammarby IF, där han skrev på ett ettårskontrakt med option på ytterligare två år. I juli 2018 skrev Đurđić på ett nytt 2,5-årskontrakt med Hammarby.
Den 24 januari 2020 värvades Đurđić av kinesiska Chengdu Better City. Den 11 augusti 2021 återvände Đurđić till Sverige för spel i Degerfors IF, där han skrev på ett 2,5-årskontrakt. Han lämnade Degerfors efter att hans kontrakt gick ut efter säsongen 2023.

## Landslagskarriär
Den 6 februari 2013 debuterade Đurđić för serbiska landslaget i en träningsmatch mot Cypern.